# Animal Politics EU
Animal Politics EU (APEU), antiguamente Euro Animal 7, es una alianza política europea que aspira a convertirse en un partido político europeo. Fue fundada en 2014, defensor de los derechos de los animales. Abarca once partidos animalistas.
Milita por un estatuto moral y jurídico de los animales, por el fin de la experimentación animal y de la caza o por el cierre de las granjas de pieles, por ejemplo.

## Histórico

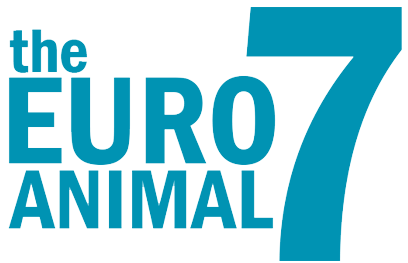
Primer logo de Euro Animal 7.

En su creación para las Elecciones al Parlamento Europeo de 2014 bajo el nombre de Euro Animal 7, siete partidos son miembros de la coalición transnacional : el Partido de protección de los animales alemán, el Partido animalista de Chipre, el Partido Animalista Con el Medio Ambiente español, el Partido por los Animales neerlandés, Animal Welfare Party británico y el Djurens parti sueco. Dos diputados animalistas son nombrados al Parlamento europeo : la neerlandesa Anja Hazekamp y el alemán Stefan Bernhard Eck, que se sale de su partido en 2015. Ocupan su escaño en el Grupo Confederal de la Izquierda Unitaria Europea/Izquierda Verde Nórdica.
Para las elecciones de 2019, cuatro partidos ingresan a Animal Politics EU, durante una reunión en La Haye en Países Bajos en diciembre de 2017 : el bilingüe DierAnimal de Bélgica, Eläinoikeuspuolue de Finlandia, el Partido animalista de Francia y el Partido Animalista Italiano de Italia·. La admisión del partido británico está comprometida por el Brexit. El 5 de abril de 2019, los once partidos del grupo presentan su manifiesto, intitulado «Animal Politics EU: May we have your votes, please» («Animal Politics EU : podríamos tener sus votos, por favor?»). Anuncian también que preven la elección de cinco a siete diputados europeos.
Después de las elecciones, tres eurodiputados son elegidos: el portugués Francisco Guerreiro, el alemán Martin Buschmann y la neerlandesa Anja Hazekamp. El primero ocupa su escaño con el Grupo de Los Verdes/Alianza Libre Europea y los dos otros con el GUE/NGL.

## Partidos miembros
| Nombre                                                           | País         | Representación en el Parlemento europeo | Representación nacional                                 |
| ---------------------------------------------------------------- | ------------ | --------------------------------------- | ------------------------------------------------------- |
| Partido de protección de los animales (Mensch Umwelt Tierschutz) | Alemania     | 1/96                                    | 0/709(Bundestag)0/69(Bundesrat)                         |
| DierAnimal                                                       | Bélgica      | 0/21                                    | 0/150(Cámara de Representantes)0/60(Senado)             |
| Animal Party Cyprus                                              | Chipre       | 0/6                                     | 0/56(Cámara de Representantes)                          |
| Partido Animalista Con el Medio Ambiente                         | España       | 0/59                                    | 0/350(Congreso de los Diputados)0/265(Senado)           |
| Eläinoikeuspuolue (Animal Justice Party of Finland)              | Finlandia    | 0/14                                    | 0/200(Parlamento Finlandés)                             |
| Partido animalista                                               | Francia      | 0/79                                    | 0/577(Asamblea Nacional)0/348(Senado)                   |
| Partido Animalista Italiano                                      | Italia       | 0/76                                    | 0/630(Cámara de Diputados)0/315(Senado de la República) |
| Partido por los Animales (Partij voor de Dieren)                 | Países Bajos | 1/29                                    | 6/150(Cámara de Representantes)3/75(Eerste Kamer)       |
| Personas-Animales-Naturaleza (Pessoas–Animais–Natureza)          | Portugal     | 0/21                                    | 1/230(Asamblea de la República)                         |
| Animal Welfare Party                                             | Reino Unido  | 0/73                                    | 0/650(Cámara de los Comunes)0/773(Cámara de los Lores)  |
| Djurens parti                                                    | Suecia       | 0/21                                    | 0/349(Riksdag)                                          |

## Resultados electorales

### Elecciones al Parlamento Europeo de 2014
Escaños2/751
- Alemania : Stefan Bernhard Eck del Partido de protección de los animales (GUE/NGL)
- Países Bajos : Anja Hazekamp del Partido por los Animales (GUE/NGL)

| País         | Votos   | %    | +/-  | Escaños | +/- | Lugar | Grupo   |
| ------------ | ------- | ---- | ---- | ------- | --- | ----- | ------- |
| Alemania     | 366 598 | 1,20 | 0,10 | 1/96    | 1   | 9.º   | GUE/NGL |
| Chipre       | 2288    | 0,88 | Nv.  | 0/96    | Nv. | 9.º   |         |
| España       | 177 499 | 1,13 | 0,87 | 0/54    | 0   | 12.º  |         |
| Países Bajos | 200 254 | 4,20 | 0,70 | 1/26    | 1   | 9.º   | GUE/NGL |
| Portugal     | 56 431  | 1,72 | Nv.  | 0/21    | Nv. | 7.º   |         |
| Reino Unido  | 21 092  | 0,13 | 0,03 | 0/73    | 0   | 23.º  |         |
| Suecia       | 8773    | 0,24 | Nv.  | 0/20    | Nv. | 12.º  |         |

### Elecciones al Parlamento Europeo de 2019
Escaños3/751
- Alemania : Martin Buschmann del Partido de protección de los animales (GUE/NGL)
- Países Bajos : Anja Hazekamp del Partido por los Animales (GUE/NGL)
- Portugal : Francisco Guerreiro de Personas-Animales-Naturaleza (Verdes/ALE)

| País                    | Votos   | %    | +/-  | Escaños | +/- | Lugar | Grupo      |
| ----------------------- | ------- | ---- | ---- | ------- | --- | ----- | ---------- |
| Alemania                | 541 984 | 1,40 | 0,20 | 1/96    | 0   | 10.º  | GUE/NGL    |
| Bélgica germanohablante | 606     | 1,49 | Nv.  | 0/1     | Nv. | 7.º   |            |
| Chipre                  | 2208    | 0,79 | 0,09 | 0/96    | 0   | 9.º   |            |
| España                  | 294 657 | 1,31 | 0,18 | 0/54    | 0   | 10.º  |            |
| Finlandia               | 42 924  | 0,20 | Nv.  | 0/14    | Nv. | 15.º  |            |
| Francia                 | 490 074 | 2,16 | Nv.  | 0/79    | Nv. | 11.º  |            |
| Italia                  | 160 270 | 0,60 | Nv.  | 0/76    | Nv. | 10.º  |            |
| Países Bajos            | 220 809 | 4,00 | 0,20 | 1/29    | 0   | 8.º   | GUE/NGL    |
| Portugal                | 167 130 | 5,08 | 3,36 | 1/21    | 1   | 6.º   | Verdes/ALE |
| Reino Unido             | 25 232  | 0,20 | 0,07 | 0/73    | 0   | 20.º  |            |
| Suecia                  | 1475    | 0,08 | 0,16 | 0/21    | 0   | 15.º  |            |

### Elecciones al Parlamento Europeo de 2024
Escaños2/751
- Alemania : Sebastian Everding del Partido de protección de los animales (GUE/NGL)
- Países Bajos : Anja Hazekamp del Partido por los Animales (GUE/NGL)

| País                    | Votos          | %              | +/-            | Escaños        | +/-            | Lugar          | Grupo          |
| ----------------------- | -------------- | -------------- | -------------- | -------------- | -------------- | -------------- | -------------- |
| Alemania                | 570 498        | 1,40           | Sin cambios    | 1/96           | 0              | 10.º           | GUE/NGL        |
| Bélgica germanohablante | No se presenta | No se presenta | No se presenta | No se presenta | No se presenta | No se presenta | No se presenta |
| Chipre                  | 1013           | 0,27           | 0,52           | 0/96           | 0              | 11.º           |                |
| España                  | 134 425        | 0,77           | 0,55           | 0/54           | 0              | 10.º           |                |
| Finlandia               | No se presenta | No se presenta | No se presenta | No se presenta | No se presenta | No se presenta | No se presenta |
| Francia                 | 495 936        | 2,00           | 0,2            | 0/79           | 0              | 10.º           |                |
| Italia                  |                | 0,13           | 0, 47          | 0/76           | 0              | 14º            |                |
| Países Bajos            | 281 462        | 4,52           | 0,50           | 1/29           | 0              | 8.º            | GUE/NGL        |
| Portugal                | 47 969         | 1,2            | 3,9            | 1/21           | 1              | 9.º            |                |
| Suecia                  | No se presenta | No se presenta | No se presenta | No se presenta | No se presenta | No se presenta | No se presenta |